# Державні санітарні норми та правила "Підприємства та організації поліграфічної промисловості"
Державні санітарні норми та правила ДСанПіН 3.3.1-176-2011. «Підприємства та організації поліграфічної промисловості» — затверджені наказом Міністерства охорони здоров'я України від 19 грудня 2011 р. № 932, зареєстровані в Міністерстві юстиції України 18 січня 2012 р. за № 65/20378 і введені в дію з 3 лютого 2012 р..

## Сфера застосування
Державні санітарні норми та правила «Підприємства та організації поліграфічної промисловості» (далі — Правила) встановлюють основні принципи, норми та вимоги щодо обмеження несприятливої дії шкідливих виробничих факторів (фізичних, хімічних, біологічних тощо), зниження ризику розвитку професійних і виробничо-зумовлених захворювань та захисту здоров'я працівників і населення.
Правила поширюються на підприємства, що проектуються, будуються, реконструюються, переоснащуються, експлуатуються, а також на окремі цехи (дільниці) тощо, що виробляють поліграфічну продукцію, на конструкції механізмів, машин та устаткування, технологічні процеси, поліграфічні матеріали (далі — Підприємства).
До таких Підприємств належать: видавництва, друкарні, цехи (дільниці) виготовлення фото- та друкарських форм, брошурувально-палітурні цехи (дільниці та майстерні), цехи (дільниці) оперативної поліграфії, дільниці змішування фарб.
Вимоги цих Правил обов'язкові для усіх Підприємств незалежно від форми власності та відомчої належності, фізичних осіб — суб'єктів підприємницької діяльності.

## Історія створення
До 1999 р. в Україні діяли «Правила по технике безопасности и производственной санитарии для полиграфических предприятий системы Госкомиздата СССР» (затверджені у 1986 р.), розроблені за участю спеціалістів та науковців поліграфічної галузі, Академії медичних наук СРСР і профспілки працівників культури.
Із введенням у дію ДНАОП 1.9.40-1.01-96. «Правил охорони праці для підприємств та організацій поліграфічної промисловості» (затверджені 1996 р.), Правила 1986 р. не застосовувалися на території України. У 2007 р. були затверджені нові «Правила охорони праці для підприємств та організацій поліграфічної промисловості» — НПАОП 22.1-1.02-07.
Оскільки у Правилах охорони праці 1996 і 2007 років питанням виробничої санітарії та гігієни праці приділялося недостатньо уваги виникла необхідність у розробленні санітарних норм та правил для підприємств та організацій поліграфічної промисловості.
Робота над санітарними нормами та правилами тривала з перервами з 2005 до 2011 року, та завершилася їх прийняттям.

## Розробники
Правила розроблені колективом фахівців Державної санітарно-епідеміологічної служби України, Національного медичного університету ім. Данила Галицького, ДП «Український науково-дослідний інститут медицини транспорту» МОЗ України, ДП «Комітет з питань гігієнічного регламентування Державної санітарно-епідеміологічної служби України», ДУ «Інститут медицини праці НАМН України», Української академії друкарства МОНмолодьспорту України, ПрАТ «Український науково-дослідний інститут поліграфічної промисловості ім. Т. Г. Шевченка» у складі:
- Пономаренко А. М., Кравчук О. П., Ляшко В. К., Омельчук С. А. (Державна санітарно-епідеміологічна служба України);

- Кузьмінов Б. П., Зазуляк Т. С, Галушка О. І. (Національний медичний університет ім. Данила Галицького);

- Шафран Л. М. (ДП «Український науково-дослідний інститут медицини транспорту» МОЗ України);

- Тімошина Д. П. (ДП «Комітет з питань гігієнічного регламентування Державної санітарно-епідеміологічної служби України»);

- Короленко Т. К. (ДУ «Інститут медицини праці НАМН України»);

- Мельников О. В. (Українська академія друкарства МОНмолодьспорту України);

- Рудник М. П. (ПрАТ «Український науково-дослідний інститут поліграфічної промисловості ім. Т. Г. Шевченка»).

## Структура нормативного документа
Санітарні норми та правила складаються із десяти розділів та двох додатків:
- I. Загальні положення

- II. Вимоги до розміщення Підприємств та утримання території

- III. Санітарні вимоги до виробничих будівель та споруд

- IV. Вимоги до водозабезпечення та каналізації

- V. Вимоги до освітлення, вентиляції, кондиціонування та опалення приміщень

- VI. Токсиколого-гігієнічні вимоги до основних та допоміжних поліграфічних матеріалів

- VII. Вимоги до виробничих процесів

- VIII. Вимоги щодо забезпечення працівників засобами індивідуального захисту

- IX. Вимоги до режиму праці, відпочинку та медичного обслуговування

- X. Контроль за дотриманням санітарних норм і правил

- Додаток 1. Джерела шкідливих факторів поліграфічного виробництва

- Додаток 2. Хімічні речовини, які поступають у повітря робочої зони в поліграфічних процесах

## Дивітсься також
- Санітарні норми
- Державні санітарні норми
- Поліграфія
- Друкарство